# Associazione Sportiva Livorno Calcio 2017-2018
Questa voce raccoglie le informazioni riguardanti il Livorno Calcio nelle competizioni ufficiali della stagione 2017-2018.

## Stagione
Dopo l'esonero del mister Claudio Foscarini, il club ingaggia come allenatore Andrea Sottil, reduce da una doppia annata col Siracusa; cambia anche il ruolo di direttore sportivo, che da Franco Ceravolo passa a Mauro Facci. La prima partita ufficiale della stagione si gioca il 30 Luglio al Picchi contro la Feralpisalò, valida per il primo turno di qualificazione della Coppa Italia: il Livorno soffre ma vince 5-4 dopo i calci di rigore. Una settimana esatta dopo il Livorno gioca allo Stadio Sandro Cabassi contro il Carpi, ma viene eliminato nettamente subendo un 4-0 che non lascia scampo agli amaranto. Il campionato di serie C inizia bene, con una vittoria in rimonta sul Gavorrano per 2-1. La seconda partita casalinga, contro la Lucchese, viene annullata e rinviata a causa del grosso nubifragio che ha colpito la città nella notte tra il 9 e il 10 settembre; a questo proposito, anche i personaggi attivi nell'ambiente calcistico legati a Livorno hanno espresso le proprie condoglianze alle vittime ed all'intera città. La sera del 20 settembre, esattamente 10 giorni dopo l’alluvione, si gioca il recupero della partita contro la Lucchese ed il Livorno travolge i rossoneri 3-0, diventando la capolista del girone; posizione che perderà dopo poco, perché l'8 ottobre il Livorno pareggia 1-1 in casa con l'Arezzo e il Siena (squadra che occupava la seconda posizione) vince in trasferta a Olbia per 1-2. Dopo la vittoria casalinga per 3-0 sulla Pro Piacenza, il Livorno registra il record di miglior attacco di tutti e tre i gironi di Serie C, con 24 gol fatti e a seguito del pareggio casalingo con il Piacenza del 18 dicembre, il Livorno chiude il girone di andata in prima posizione e dunque diventa campione d'inverno. Sfortunatamente non inizia proprio nel migliore dei modi il girone di ritorno degli amaranto, che trovano la prima sconfitta casalinga nel match contro l’Alessandria; la partita finisce 1-0 per i grigi che segnano l’unico gol della partita dopo 9 secondi dal fischio d’inizio. Ma la crisi del Livorno prosegue il suo cammino anche nelle giornate successive: un pareggio in casa della Pistoiese e due sconfitte casalinghe per 1-0 contro Pontedera e Cuneo. Dopo un confronto con la squadra, Sottil comunica alla dirigenza del club le proprie dimissioni a causa della recente crisi, dal punto di vista delle prestazioni, che stava affrontando la squadra; di conseguenza abbandonano il loro incarico l’allenatore in seconda Simone Baroncelli, il preparatore atletico Ignazio Cristian Bella e il collaboratore tecnico Salvatore Gentile e la prima squadra viene affidata a Luigi Pagliuca. Dunque sembrava scontato che la partita contro la Giana Erminio venisse giocata con Pagliuca in panchina, ma due giorni dopo l'allenatore Sottil chiede alla dirigenza la revoca delle proprie dimissioni; questi accettano e riportano anche gli altri membri dello staff dell'allenatore piemontese al proprio posto. Il presidente Spinelli però sceglie l'esonero dopo la sconfitta per 3-1 contro la Pro Piacenza e viene assunto l'ex Renate Luciano Foschi. A conferma della crisi che sta attraversando la società amaranto nel finale di questa stagione, l’8 aprile arriva la notizia dell’esonero di Foschi e il ritorno in panchina di Sottil. Il 14 aprile si gioca il derby del tirreno all'Ardenza ed il Livorno con il rientro di Sottil in panchina vince 2-0 e ritorna momentaneamente primo in classifica. Il 28 aprile è una data storica per la squadra: grazie al pareggio contro la Carrarese ed alla sconfitta del Siena in casa contro il Piacenza, il Livorno conquista matematicamente la promozione diretta in Serie B raggiungendo l'obiettivo prefissato a inizio stagione.

## Divise e sponsor
Per la stagione 2017-2018 il Livorno ritorna al suo classico colore amaranto. Lo sponsor tecnico rimane Legea, che la squadra veste dal 2006, mentre lo sponsor ufficiale rimane come nella stagione passata Gruppo Spinelli; sul retro di maglia sotto la numerazione compare lo sponsor Uappala Hotels, sui calzoncini il marchio Arkipelagus e dalla 10ª giornata, sopra il marchio Spinelli appare quello di Toremar.
| Casa | Trasferta | Portiere |  |

## Organigramma societario
Organi di amministrazione e di controllo
Consiglio di Amministrazione
- Presidente: Aldo Spinelli
- Amministratore Delegato: Roberto Spinelli
- Consigliere: Mauro Malatesta
- Organismo di vigilanza: Enrico Molisani

Aree e management
Area tecnica
- Direttore sportivo: Mauro Facci
- Club Manager: Igor Protti
- Delegato sicurezza: Maurizio Spazzoni
- Assistente alla prima squadra: Paolo Nassi

Area organizzativa
- Segretario generale: Alessandro Bini
- Responsabile area comunicazione: Paolo Nacarlo
- Amministrazione: Diego Guidi, Rita Pasquini
- Segreteria organizzativa: Cristina Martorella
- Segreteria generale: Silvia Scaramelli
- Biglietteria e slo: Massimiliano Casali

Staff
- Allenatore: Andrea Sottil[1], poi Luigi Pagliuca[2] poi Luciano Foschi[3]
- Allenatore in seconda: Simone Baroncelli[1] poi Juriy Cannarsa[2]
- Collaboratore tecnico: Daniel Native, Salvatore Gentile
- Preparatore atletico: Ignazio Cristian Bella
- Preparatore dei portieri: Pietro Spinosa
- Medico sociale: Manlio Porcellini
- Massofisioterapista: Gianni Scappini, Daniele Cambi, Andrea Pisani
- Magazziniere: Pasquale Russo, Massimiliano Lucignano

## Rosa
Rosa aggiornata al 6 maggio 2018.
| N. |                     | Ruolo | Calciatore             |
| -- | ------------------- | ----- | ---------------------- |
| 1  | Italia (bandiera)   | P     | Guido Pulidori         |
| 2  | Italia (bandiera)   | D     | Gabriele Perico        |
| 3  | Italia (bandiera)   | D     | Michele Franco         |
| 4  | Italia (bandiera)   | C     | Manuel Giandonato      |
| 5  | Svizzera (bandiera) | D     | Martino Borghese       |
| 6  | Italia (bandiera)   | D     | Andrea Gasbarro        |
| 7  | Italia (bandiera)   | C     | Francesco Valiani      |
| 8  | Italia (bandiera)   | C     | Andrea Luci (capitano) |
| 9  | Italia (bandiera)   | D     | Ivan Pedrelli          |
| 10 | Italia (bandiera)   | A     | Daniele Vantaggiato    |
| 11 | Brasile (bandiera)  | A     | Murilo                 |
| 12 | Italia (bandiera)   | P     | Thomas Romboli         |
| 14 | Italia (bandiera)   | A     | Jacopo Manconi         |
| 15 | Italia (bandiera)   | C     | Filippo Gemmi          |

| N. |                        | Ruolo | Calciatore        |
| -- | ---------------------- | ----- | ----------------- |
| 17 | Slovacchia (bandiera)  | C     | Denis Baumgartner |
| 18 | Stati Uniti (bandiera) | A     | Joshua Pérez      |
| 19 | Italia (bandiera)      | D     | Gabriele Morelli  |
| 20 | Italia (bandiera)      | A     | Pasquale Maiorino |
| 21 | Italia (bandiera)      | D     | Lorenzo Gonnelli  |
| 22 | Italia (bandiera)      | P     | Luca Mazzoni      |
| 23 | Italia (bandiera)      | A     | Mattia Montini    |
| 24 | Francia (bandiera)     | A     | Abdou Doumbia     |
| 27 | Italia (bandiera)      | D     | Nicolas Bresciani |
| 29 | Albania (bandiera)     | C     | Elvis Kabashi     |
| 30 | Bulgaria (bandiera)    | C     | Vladislav Zhikov  |
| 31 | Italia (bandiera)      | D     | Roberto Pirrello  |
| 42 | Italia (bandiera)      | P     | Nicola Sambo      |
| 55 | Italia (bandiera)      | C     | Alessandro Bruno  |

## Calciomercato
Prima di iniziare il vero e proprio mercato, il Livorno pensa alla questione allenatore; per questo prima di tutto rientrano vari giocatori dai prestiti come Lorenzo Di Curzio e Marco Moscati, e rimangono senza contratto tutti quei giocatori che non hanno rinnovato entro il 30 giugno, come il difensore Alessandro Lambrughi o l'attaccante Marco Cellini. L'unica cessione veramente remunerativa avviene grazie al riscatto da parte dell'Ascoli sul calciatore Andrea Favilli: da qui il Livorno ricava ben 3 milioni di euro. Verso la fine di luglio il Livorno cede all'Akragas il portiere Vono, che ritrorva la squadra di Agrigento dopo un anno, ed acquista dal Lecce l'attaccante Doumbia. Il 26 luglio la società ufficializza l'arrivo a titolo definitivo del difensore Blondett, dal Cosenza. Nuovo prestito per Simone Dell'Agnello che lascia per un anno il Livorno e si accasa al Cuneo, squadra neo promossa in Lega Pro. Per rinforzare il reparto offensivo il Livorno si rivolge alla Sampdoria, dove preleva con la formula del prestito secco il venezuelano Andrés Ponce, capocannoniere della primavera 2015-2016. Il primo acquisto per il centrocampo, oltre al rientro dal prestito di Moscati, proviene dalla primavera del Milan e si tratta del bulgaro classe '99 Vladislav Zhikov. Per il reparto difensivo viene prelevato dalla primavera blucerchiata il terzino montenegrino Hadziosmanovic (la formula del trasferimento prevede un prestito con diritto di riscatto e contro riscatto), mentre ritorna in amaranto Roberto Pirrello, il difensore classe '96 ritrova la maglia amaranto, che aveva già vestito nel precampionato dello scorso anno; per quanto riguarda le cessioni invece passa alla Triestina il terzino Grillo. Negli ultimi due giorni di mercato il Livorno ufficializza due cessioni: si tratta di Blondett, la cui avventura in amaranto è durata un mese e poco più, ceduto al Catania e Moscati che torna in Serie B con la maglia del Novara. Arriva anche l'ufficialità dell'attaccante Pasquale Maiorino, classe '89, arrivato a titolo definitivo dalla Cremonese. Proprio durante le ultime ore di mercato, quando le porte dell'Hotel Melià di Milano stavano per chiudersi, il Livorno ufficializza la cessione di Maritato al Modena e 4 nuovi acquisti last-minute: Denis Baumgartner dalla Sampdoria, Joshua Pérez dalla primavera della Fiorentina, Mattia Montini in prestito dal Bari per un anno e Bruno dal Pescara. A fine mercato il direttore sportivo del Livorno, Mauro Facci, rilascia un'intervista dove dichiara che la rosa è al completo e spegne le recenti voci relative al possibile ritorno in amaranto di Diamanti affermando che il giocatore non verrà tesserato dagli amaranto.

### Sessione estiva(dall'1/7 al 31/8)
| Acquisti         | Acquisti                | Acquisti       | Acquisti                                           |
| R.               | Nome                    | da             | Modalità                                           |
| ---------------- | ----------------------- | -------------- | -------------------------------------------------- |
| D                | Edoardo Blondett        | Cosenza        | definitivo                                         |
| D                | Cristian Hadziosmanovic | Sampdoria      | prestito con diritto di riscatto e contro riscatto |
| D                | Ivan Pedrelli           | Cittadella     | definitivo                                         |
| D                | Roberto Pirrello        | Palermo        | prestito secco                                     |
| C                | Denis Baumgartner       | Sampdoria      | prestito con diritto di riscatto e contro riscatto |
| C                | Alessandro Bruno        | Pescara        | definitivo                                         |
| C                | Vladislav Zhikov        | Milan          | definitivo                                         |
| A                | Abdou Doumbia           | Lecce          | prestito con diritto di riscatto                   |
| A                | Pasquale Maiorino       | Cremonese      | definitivo                                         |
| A                | Mattia Montini          | Bari           | prestito secco                                     |
| A                | Joshua Pérez            | Fiorentina     | prestito secco                                     |
| A                | Andrés Ponce            | Sampdoria      | prestito secco                                     |
| Altre operazioni |                         |                |                                                    |
| R.               | Nome                    | da             | Modalità                                           |
| D                | Samuele Buselli         | Sporting Recco | fine prestito                                      |
| D                | Fabrizio Grillo         | Sambenedettese | fine prestito                                      |
| D                | Maicon                  | Boavista       | fine prestito                                      |
| C                | Marco Moscati           | Virtus Entella | fine prestito                                      |
| A                | Andrea Cragno           | Fezzanese      | fine prestito                                      |
| A                | Lorenzo Di Curzio       | Vibonese       | fine prestito                                      |
| A                | Alberto Testa           | Sampdoria      | fine prestito                                      |

| Cessioni         | Cessioni               | Cessioni      | Cessioni                       |
| R.               | Nome                   | a             | Modalità                       |
| ---------------- | ---------------------- | ------------- | ------------------------------ |
| P                | Alessandro Vono        | Akragas       | definitivo                     |
| D                | Edoardo Blondett       | Catania       | definitivo                     |
| D                | Maikol Benassi         | Fermana       | svincolato                     |
| D                | Fabrizio Grillo        | Triestina     | definitivo                     |
| D                | Alessandro Lambrughi   | Miami         | svincolato                     |
| D                | Maicon                 | -             | svincolato                     |
| D                | Dario Toninelli        | Santarcangelo | svincolato                     |
| C                | Marco Moscati          | Novara        | prestito secco                 |
| C                | Dario Venitucci        | Bassano       | svincolato                     |
| A                | Marco Cellini          | Arezzo        | svincolato                     |
| A                | Simone Dell'Agnello    | Cuneo         | prestito                       |
| A                | Andrea Favilli         | Ascoli        | definitivo (3 Milioni di Euro) |
| A                | Piergiuseppe Maritato  | Modena        | definitivo                     |
| Altre operazioni |                        |               |                                |
| R.               | Nome                   | da            | Modalità                       |
| D                | Iacopo Galli           | Spezia        | fine prestito                  |
| D                | Jonathan Rossini       | Sassuolo      | fine prestito                  |
| C                | Housem Ferchichi       | Palermo       | fine prestito                  |
| A                | Caetano Prósperi Calil | Catania       | fine prestito                  |

### Operazioni tra le due sessioni
| Acquisti | Acquisti          | Acquisti | Acquisti   |
| R.       | Nome              | da       | Modalità   |
| -------- | ----------------- | -------- | ---------- |
| A        | Lorenzo di Curzio | Avezzano | svincolato |

| Cessioni | Cessioni          | Cessioni | Cessioni   |
| R.       | Nome              | a        | Modalità   |
| -------- | ----------------- | -------- | ---------- |
| A        | Lorenzo di Curzio | Avezzano | svincolato |

### Sessione invernale(dall'1/1 al 31/1)
Il Livorno inizia il mercato di riparazione con delle voci di mercato sulla possibile cessione di Vantaggiato alla Ternana; nel frattempo la rosa si sfoltisce con la cessione di Camarlinghi al Como, di Bardini al Latina e con il rientro dal prestito alla Sampdoria di Hadziosmanovic, che successivamente verrà girato in prestito alla Reggina. Finisce anche l'avventura di Andrés Ponce in amaranto che rientra dal prestito ma viene immediatamente girato alla Feralpisalò. Il 22 gennaio il Livorno ufficializza il primo acquisto di questa sessione: si tratta di Elvis Kabashi, centrocampista che a dicembre aveva rescisso il contratto con la Viterbese; insieme a lui arriva il promettente terzino classe ‘97 Bresciani dalla Serie D. Dopo un anno e mezzo finisce l’avventura in amaranto di Alessandro Marchi, il centrocampista si accasa alla Sambenedettese con cui sigla un accordo valido fino al 30 giugno 2018. Poco dopo, per rinforzare l’attacco, la squadra annuncia l’arrivo a titolo temporaneo di Manconi dal Novara. Nelle ultime ore di mercato il Livorno piazza due colpi importanti: in difesa si aggrega alla squadra Gabriele Perico, terzino sinistro proveniente dalla Salernitana e in attacco il giovane Yanik Frick, figlio dell’ex calciatore Mario Frick. L’attaccante classe ‘98 viene immediatamente girato in prestito alla Pro Piacenza.
| Acquisti | Acquisti          | Acquisti    | Acquisti                         |
| R.       | Nome              | da          | Modalità                         |
| -------- | ----------------- | ----------- | -------------------------------- |
| D        | Nicolas Bresciani | Seravezza   | definitivo                       |
| D        | Gabriele Perico   | Salernitana | definitivo                       |
| C        | Elvis Kabashi     | svincolato  | definitivo                       |
| A        | Yanik Frick       | Perugia     | definitivo                       |
| A        | Jacopo Manconi    | Novara      | prestito con diritto di riscatto |

| Cessioni         | Cessioni                | Cessioni       | Cessioni       |
| R.               | Nome                    | a              | Modalità       |
| ---------------- | ----------------------- | -------------- | -------------- |
| C                | Filippo Bardini         | Latina         | prestito secco |
| C                | Alessandro Marchi       | Sambenedettese | definitivo     |
| A                | Giulio Camarlinghi      | Como           | prestito secco |
| A                | Yanik Frick             | Pro Piacenza   | prestito secco |
| Altre operazioni |                         |                |                |
| D                | Cristian Hadziosmanovic | Sampdoria      | fine prestito  |
| A                | Andrés Ponce            | Sampdoria      | fine prestito  |

### Trasferimenti dopo la sessione invernale
La squadra, durante il periodo di peggiore crisi della stagione, conclude un acquisto a parametro zero: si tratta del portiere Sambo che fino alla passata stagione giocava nel Venezia; il giocatore firma un contratto valido fino al 30 giugno 2018.
| Acquisti | Acquisti     | Acquisti   | Acquisti   |
| R.       | Nome         | da         | Modalità   |
| -------- | ------------ | ---------- | ---------- |
| P        | Nicola Sambo | svincolato | definitivo |

| Cessioni | Cessioni | Cessioni | Cessioni |
| R.       | Nome     | a        | Modalità |
| -------- | -------- | -------- | -------- |

## Risultati

### Serie C

#### Girone di andata
| Arbitro: | D'Apice (Arezzo) |

|                          |           |              |
| Doumbia 72’ Pedrelli 84’ | Marcatori | 27’ Lombardi |

| Arbitro: | Guida (Salerno) |

|                     |           |                     |
| Gasbarro 14’ (aut.) | Marcatori | 87’ (rig.) Pedrelli |

| Arbitro: | Maggioni (Lecco) |

|                                   |           |  |
| Franco 25’ Doumbia 63’ Murilo 71’ | Marcatori |  |

| Arbitro: | Sozza (Seregno) |

|  |           |                                          |
|  | Marcatori | 19’ Maiorino 41’, 46’ (rig.) Vantaggiato |

| Arbitro: | Annaloro (Collegno) |

|                                  |           |  |
| Valiani 12’ Montini 90+4’ (rig.) | Marcatori |  |

| Arbitro: | Zufferli (Udine) |

|                          |           |                      |
| Calcagni 44’ Posocco 75’ | Marcatori | 77’, 84’, 86’ Murilo |

| 5 ottobre 2017 7ª giornata |  | – Turno di riposo Livorno |  |  |

| Arbitro: | Dionisi (L'Aquila) |

|              |           |            |
| Maiorino 13’ | Marcatori | 66’ D’Ursi |

| Arbitro: | Camplone (Pescara) |

|  |           |                                                     |
|  | Marcatori | 22’ Doumbia 47’, 54’ (rig.) Vantaggiato 88’ Montini |

| Arbitro: | Capone (Palermo) |

|                        |           |            |
| Doumbia 40’ Murilo 76’ | Marcatori | 34’ Iovine |

| Arbitro: | Proietti (Terni) |

|                                        |           |  |
| Murilo 46’ Doumbia 58’ Vantaggiato 79’ | Marcatori |  |

| Arbitro: | Amabile (Vicenza) |

|            |           |                      |
| Sbraga 85’ | Marcatori | 53’, 93’ Vantaggiato |

| Arbitro: | Natilla (Molfetta) |

|                                  |           |  |
| Doumbia 41’ Luci 76’ Morelli 90’ | Marcatori |  |

| Arbitro: | Marchetti (Ostia Lido) |

|              |           |                 |
| Cogliati 11’ | Marcatori | 78’ Vantaggiato |

| Arbitro: | Schirru (Nichelino) |

|                       |           |             |
| Valiani 45’ Ponce 84’ | Marcatori | 39’ Leverbe |

| Arbitro: | Massimi (Termoli) |

|            |           |  |
| Eusepi 31’ | Marcatori |  |

| Arbitro: | Fiorini (Frosinone) |

|                             |           |               |
| Vantaggiato 20’ Doumbia 30’ | Marcatori | 59’ A. Curcio |

| Arbitro: | Maggioni (Lecco) |

|                                    |           |                                             |
| Tavano 59’ (rig.) Bentivegna 90+4’ | Marcatori | 2’ Vantaggiato 4’ (aut.) Cason 49’ Pirrello |

| Arbitro: | Mei (Pesaro) |

|                   |           |                                   |
| Maiorino 30’, 36’ | Marcatori | 9’ Masciangelo 70’ (rig.) Corazza |

#### Girone di ritorno
| Arbitro: | Ayroldi (Molfetta) |

|                          |           |                                            |
| Moscati 19’ Vitiello 67’ | Marcatori | 42’, 44’ Maiorino 63’ Luci 93’ Vantaggiato |

| Arbitro: | Santoro (Messina) |

|                                     |           |  |
| Seminara 53’ (aut.) Vantaggiato 74’ | Marcatori |  |

| Arbitro: | Capone (Palermo) |

|                |           |                        |
| Bortolussi 34’ | Marcatori | 42’ (rig.) Vantaggiato |

| Arbitro: | Valiante (Salerno) |

|  |           |             |
|  | Marcatori | 1’ González |

| Arbitro: | Prontera (Bologna) |

|                |           |            |
| F. Ferrari 41’ | Marcatori | 76’ Murilo |

| Arbitro: | Zanonato (Vicenza) |

|  |           |              |
|  | Marcatori | 86’ Pinzauti |

| 18 febbraio 2018 26ª giornata |  | – Turno di riposo Livorno |  |  |

| Arbitro: | Pasciuta (Agrigento) |

|            |           |  |
| Cutolo 24’ | Marcatori |  |

| Arbitro: | Robilotta (Sala Consilina) |

|  |           |             |
|  | Marcatori | 20’ Schiavi |

| Arbitro: | Amabile (Vicenza) |

|  |           |                 |
|  | Marcatori | 28’, 66’ Murilo |

| Arbitro: | Viotti (Tivoli) |

|                                 |           |                        |
| Musetti 41’ Abate 45’ Barba 64’ | Marcatori | 74’ (rig.) Vantaggiato |

| Arbitro: | Maggioni (Lecco) |

|             |           |  |
| Valiani 49’ | Marcatori |  |

| Arbitro: | Dionisi (L'Aquila) |

|             |           |                                        |
| Ngissah 51’ | Marcatori | 13’, 24’ Murilo 37’ (rig.) Vantaggiato |

| Arbitro: | Santoro (Messina) |

|  |           |                         |
|  | Marcatori | 6’ Giudici 67’ D'Errico |

| Arbitro: | Perotti (Legnano) |

|                                           |           |                           |
| Senesi 39’, 63’ Vallocchia 51’ Biancu 90’ | Marcatori | 40’ Maiorino 46’ Borghese |

| Arbitro: | Prontera (Bologna) |

|                            |           |  |
| Doumbia 8’ Vantaggiato 73’ | Marcatori |  |

| Arbitro: | Marchetti (Ostia Lido) |

|                        |           |                                |
| Bertoldi 33’ Lisai 64’ | Marcatori | 5’ Doumbia 23’ Valiani 76’Luci |

| Arbitro: | Dionisi (L'Aquila) |

|                 |           |          |
| Vantaggiato 45’ | Marcatori | 15’ Cais |

| Arbitro: | De Remigis (Teramo) |

|                         |           |                      |
| Pesenti 23’ Corazza 63’ | Marcatori | 17’, 41’ Vantaggiato |

### Coppa Italia

#### Turni eliminatori
| Arbitro: | Marchetti (Ostia Lido) |

|                                          |                      |                                         |
| Valiani Murilo Pedrelli Gasbarro Doumbia | Tiri di rigore 5 – 4 | Capodaglio Surraco Emerson Marchi Luche |

| Arbitro: | Ros (Pordenone) |

|                                    |           |  |
| Mbakogu 5’, 49’ Verna 16’ Jawo 24’ | Marcatori |  |

### Coppa Italia Serie C
| Arbitro: | Zingarelli (Siena) |

|                          |           |             |
| Maiorino 45’ Montini 85’ | Marcatori | 5’ Sabatino |

| Arbitro: | De Santis (Lecce) |

|                                              |           |  |
| Jefferson 37’ Sanè 68’ Vandeputte 73’ (rig.) | Marcatori |  |

### Supercoppa Serie C
| Arbitro: | Ayroldi (Molfetta) |

|                                                    |           |                        |
| Belingheri 20’, 46’ Capello 44’, 65’ Ravanelli 79’ | Marcatori | 48’ (rig.) Vantaggiato |

| Arbitro: | D'Ascanio (Ancona) |

|                                              |           |               |
| Morelli 4’ Murilo 18’ Vantaggiato 56’ (rig.) | Marcatori | 22’ Di Piazza |

## Statistiche

### Statistiche di squadra
| Competizione         | Punti/Turno | In casa | In casa | In casa | In casa | In casa | In casa | In trasferta | In trasferta | In trasferta | In trasferta | In trasferta | In trasferta | Totale | Totale | Totale | Totale | Totale | Totale |     |    |
| Competizione         | Punti/Turno | G       | V       | N       | P       | Gf      | Gs      | G            | V            | N            | P            | Gf           | Gs           | G      | V      | N      | P      | Gf     | Gs     | DR  |    |
| -------------------- | ----------- | ------- | ------- | ------- | ------- | ------- | ------- | ------------ | ------------ | ------------ | ------------ | ------------ | ------------ | ------ | ------ | ------ | ------ | ------ | ------ | --- | -- |
| Serie C              | 68          | 18      | 11      | 3       | 4       | 28      | 13      | 18           | 9            | 5            | 4            | 36           | 25           | 36     | 20     | 8      | 8      | 64     | 38     | +26 |    |
| Coppa Italia         | -           | 1       | 1       | 0       | 0       | 5       | 4       | 1            | 0            | 0            | 1            | 0            | 4            | 2      | 1      | 0      | 1      | 5      | 8      | -3  |    |
| Coppa Italia Serie C | -           | 1       | 1       | 0       | 0       | 2       | 1       | 1            | 0            | 0            | 1            | 0            | 3            | 2      | 1      | 0      | 0      | 0      | 2      | 4   | -2 |
| Totale               | 68          | 20      | 13      | 3       | 4       | 35      | 18      | 20           | 9            | 5            | 6            | 36           | 32           | 40     | 22     | 8      | 9      | 71     | 50     | +21 |    |

### Andamento in campionato
| Giornata  | 1 | 2 | 3 | 4 | 5 | 6 | 7 | 8 | 9 | 10 | 11 | 12 | 13 | 14 | 15 | 16 | 17 | 18 | 19 | 20 | 21 | 22 | 23 | 24 | 25 | 26 | 27 | 28 | 29 | 30 | 31 | 32 | 33 | 34 | 35 | 36 | 37 | 38 |
| --------- | - | - | - | - | - | - | - | - | - | -- | -- | -- | -- | -- | -- | -- | -- | -- | -- | -- | -- | -- | -- | -- | -- | -- | -- | -- | -- | -- | -- | -- | -- | -- | -- | -- | -- | -- |
| Luogo     | C | T | C | T | C | T | R | C | T | C  | C  | T  | C  | T  | C  | T  | C  | T  | C  | T  | C  | T  | C  | T  | C  | R  | T  | C  | T  | T  | C  | T  | C  | T  | C  | T  | C  | T  |
| Risultato | V | N | V | V | V | V | R | N | V | V  | V  | V  | V  | N  | V  | P  | V  | V  | N  | V  | V  | N  | P  | N  | P  | R  | P  | P  | V  | P  | V  | V  | P  | P  | V  | V  | N  | N  |
| Posizione | 5 | 4 | 1 | 1 | 1 | 1 | 1 | 2 | 2 | 2  | 1  | 1  | 1  | 1  | 1  | 1  | 1  | 1  | 1  | 1  | 1  | 1  | 1  | 1  | 1  | 1  | 2  | 2  | 2  | 2  | 1  | 1  | 2  | 2  | 1  | 1  | 1  | 1  |

Fonte:  Lega Pro Girone A – Classifiche, su lega-pro.com, Lega Pro (archiviato dall'url originale il 18 febbraio 2017).
Legenda:

Luogo: C = Casa; T = Trasferta. Risultato: V = Vittoria; N = Pareggio; P = Sconfitta.

### Statistiche dei giocatori
| Giocatore         | Lega Pro | Lega Pro | Lega Pro    | Lega Pro   | Coppa Italia | Coppa Italia | Coppa Italia | Coppa Italia | Totale   | Totale | Totale      | Totale     |
| Giocatore         | Presenze | Reti     | Ammonizioni | Espulsioni | Presenze     | Reti         | Ammonizioni  | Espulsioni   | Presenze | Reti   | Ammonizioni | Espulsioni |
| ----------------- | -------- | -------- | ----------- | ---------- | ------------ | ------------ | ------------ | ------------ | -------- | ------ | ----------- | ---------- |
| D. Baumgartner    | 5        | 0        | 0           | 0          | 0            | 0            | 0            | 0            | 5        | 0      | 0           | 0          |
| E. Blondett       | 0        | 0        | 0           | 0          | 1            | 0            | 1            | 0            | 1        | 0      | 1           | 0          |
| M. Borghese       | 9        | 1        | 1           | 2          | 0            | 0            | 0            | 0            | 9        | 1      | 1           | 2          |
| N. Bresciani      | 10       | 0        | 0           | 0          | 0            | 0            | 0            | 0            | 10       | 0      | 0           | 0          |
| A. Bruno          | 24       | 0        | 4           | 0          | 0            | 0            | 0            | 0            | 24       | 0      | 4           | 0          |
| G. Camarlinghi    | 1        | 0        | 0           | 0          | 0            | 0            | 0            | 0            | 1        | 0      | 0           | 0          |
| A. Doumbia        | 31       | 8        | 2           | 0          | 2            | 1            | 0            | 0            | 33       | 9      | 2           | 0          |
| M. Franco         | 29       | 1        | 2           | 0          | 2            | 0            | 0            | 0            | 31       | 1      | 2           | 0          |
| A. Gasbarro       | 21       | 0        | 5           | 0          | 1            | 1            | 0            | 0            | 22       | 1      | 5           | 0          |
| F. Gemmi          | 12       | 0        | 1           | 0          | 2            | 0            | 0            | 0            | 14       | 0      | 1           | 0          |
| M. Giandonato     | 22       | 0        | 3           | 0          | 1            | 0            | 0            | 0            | 23       | 0      | 3           | 0          |
| L. Gonnelli       | 21       | 1        | 0           | 0          | 2            | 0            | 0            | 0            | 23       | 1      | 0           | 0          |
| C. Hadziosmanovic | 2        | 0        | 0           | 0          | 0            | 0            | 0            | 0            | 2        | 0      | 0           | 0          |
| E. Kabashi        | 9        | 0        | 1           | 0          | 0            | 0            | 0            | 0            | 9        | 0      | 1           | 0          |
| A. Luci           | 31       | 3        | 2           | 1          | 2            | 0            | 0            | 0            | 33       | 3      | 2           | 1          |
| P. Maiorino       | 26       | 7        | 0           | 1          | 0            | 0            | 0            | 0            | 26       | 7      | 0           | 1          |
| J. Manconi        | 7        | 0        | 0           | 0          | 0            | 0            | 0            | 0            | 7        | 0      | 0           | 0          |
| A. Marchi         | 2        | 0        | 0           | 0          | 1            | 0            | 0            | 0            | 3        | 0      | 0           | 0          |
| P. Maritato       | 1        | 0        | 0           | 0          | 2            | 0            | 0            | 0            | 3        | 0      | 0           | 0          |
| L. Mazzoni        | 23       | 0        | 2           | 0          | 2            | 0            | 1            | 0            | 25       | 0      | 3           | 0          |
| M. Montini        | 21       | 1        | 2           | 0          | 0            | 0            | 0            | 0            | 21       | 1      | 2           | 0          |
| G. Morelli        | 22       | 1        | 2           | 0          | 2            | 0            | 0            | 0            | 24       | 1      | 2           | 0          |
| M. Moscati        | 0        | 0        | 0           | 0          | 1            | 0            | 0            | 0            | 1        | 0      | 0           | 0          |
| M. Murilo         | 29       | 11       | 5           | 0          | 2            | 1            | 1            | 0            | 31       | 12     | 6           | 0          |
| I. Pedrelli       | 23       | 2        | 2           | 0          | 2            | 1            | 0            | 0            | 25       | 3      | 2           | 0          |
| J. Pérez          | 20       | 0        | 1           | 0          | 0            | 0            | 0            | 0            | 20       | 0      | 1           | 0          |
| G. Perico         | 9        | 0        | 3           | 0          | 0            | 0            | 0            | 0            | 9        | 0      | 3           | 0          |
| R. Pirrello       | 25       | 1        | 6           | 0          | 0            | 0            | 0            | 0            | 25       | 1      | 6           | 0          |
| A. Ponce          | 8        | 1        | 0           | 0          | 1            | 0            | 0            | 0            | 9        | 1      | 0           | 0          |
| G. Pulidori       | 12       | 0        | 1           | 0          | 0            | 0            | 0            | 0            | 12       | 0      | 1           | 0          |
| N. Sambo          | 1        | 0        | 1           | 0          | 0            | 0            | 0            | 0            | 1        | 0      | 1           | 0          |
| F. Valiani        | 31       | 3        | 3           | 0          | 2            | 1            | 0            | 0            | 33       | 4      | 3           | 0          |
| D. Vantaggiato    | 33       | 19       | 5           | 0          | 0            | 0            | 0            | 0            | 33       | 19     | 5           | 0          |
| V. Zhikov         | 1        | 0        | 0           | 0          | 0            | 0            | 0            | 0            | 1        | 0      | 0           | 0          |